# Jefferson (Iowa)
Jefferson és una població dels Estats Units a l'estat d'Iowa. Segons el cens del 2000 tenia 4.626 habitants.

## Demografia
Segons el cens del 2000, Jefferson tenia 4.626 habitants, 1.954 habitatges, i 1.234 famílies. La densitat de població era de 306,9 habitants/km².
Dels 1.954 habitatges en un 28,1% hi vivien nens de menys de 18 anys, en un 51,5% hi vivien parelles casades, en un 8,6% dones solteres, i en un 36,8% no eren unitats familiars. En el 33,7% dels habitatges hi vivien persones soles el 20,9% de les quals corresponia a persones de 65 anys o més que vivien soles. El nombre mitjà de persones vivint en cada habitatge era de 2,26 i el nombre mitjà de persones que vivien en cada família era de 2,88.
Per edats la població es repartia de la següent manera: un 23,7% tenia menys de 18 anys, un 5,9% entre 18 i 24, un 22,9% entre 25 i 44, un 21,1% de 45 a 60 i un 26,4% 65 anys o més.
L'edat mediana era de 43 anys. Per cada 100 dones de 18 o més anys hi havia 78,4 homes.
La renda mediana per habitatge era de 32.818 $ i la renda mediana per família de 42.754 $. Els homes tenien una renda mediana de 32.206 $ mentre que les dones 21.359 $. La renda per capita de la població era de 17.441 $. Entorn del 3,3% de les famílies i el 7,3% de la població estaven per davall del llindar de pobresa.

## Poblacions més properes
El següent diagrama mostra les poblacions més properes.